# Theorie van de onderneming
Binnen de micro-economie bestaat de theorie van de onderneming uit een aantal economische theorieën, die de aard van een onderneming of bedrijf beschrijven, verklaren en voorspellen. 
De theorie van de onderneming houdt zich bezig met het ontstaan, het gedrag en de structuur van ondernemingen en onderzoekt daarnaast de onderlinge structuren tussen verschillende ondernemingen.  